# Matthias Gruhl
Matthias Gruhl (* 21. September 1953 in Rathenow) ist deutscher Mediziner und politischer Beamter. Er war von 2018 bis 2020 Staatsrat der Hamburger Behörde für Gesundheit und Verbraucherschutz.

## Leben

### Ausbildung und Beruf
Gruhl nahm nach dem Abitur 1972 ein Studium der Medizin an der RWTH Aachen und 1975 ein Studium der Soziologie und Politologie ebendort auf. Im Jahre 1979 erhielt er seine Approbation als Arzt und promovierte zum Doktor der Medizin. In der Folge war er bis 1982 als Assistenzarzt in Bardenberg beschäftigt und absolvierte einen längeren Auslandsaufenthalt in Papua-Neuguinea. Von 1982 bis 1984 war er Assistenzarzt in Minden und absolvierte anschließend in den Jahren 1985 und 1986 seinen Zivildienst als Assistenzarzt und erhielt die Anerkennung als Arzt für Allgemeinmedizin.

### Wirken als politischer Beamter
1986 bis 1987 fungierte er als „Referatsleiter für Gesundheitsvorsorge, Öffentliches Gesundheitswesen und Seuchenhygiene“ im Hessischen Sozialministerium. In dieser Zeit legte Gruhl auch die staatsärztliche Prüfung ab, mit welcher er als Arzt für Öffentliches Gesundheitswesen anerkannt wurde. Nachdem er ab 1987 Leiter des Hafengesundheitsamtes Bremen und zeitgleich Referatsleiter für Seuchen- und Umwelthygiene beim Bremer Senator für Gesundheit war, wurde Gruhl Abteilungsleiter für Gesundheitswesen und Bereichskoordinator beim Senator für Frauen, Gesundheit, Jugend, Soziales und Umweltschutz der Freien Hansestadt Bremen. Diese Funktionen übernahm er über viele Jahre in verschiedenen Ressortzuschnitten der Behörde. 2012 wechselte er in die Behörde für Gesundheit und Verbraucherschutz der Freien und Hansestadt Hamburg, wo er Amtsleiter Gesundheit wurde.
Gruhl wurde im November 2018 Staatsrat der Hamburger Behörde für Gesundheit und Verbraucherschutz. Im Mai 2020 ging er in den Ruhestand.
Ende der 2010er Jahre war er im Review-Board des Projektes Neuordnung Krankenhaus-Landschaft: Weniger ist mehr, das die Schließung von Krankenhaus-Standorten empfiehlt.

### Privates
Gruhl lebt seit 1987 in Bremen, ist verheiratet und Vater zweier Kinder.